# Indaeschna grubaueri
Indaeschna grubaueri är en trollsländeart som först beskrevs av W. Foerster 1904.  Indaeschna grubaueri ingår i släktet Indaeschna och familjen mosaiktrollsländor. IUCN kategoriserar arten globalt som livskraftig. Inga underarter finns listade i Catalogue of Life.